# Олєв Наум Миронович
Нау́м Миро́нович О́лєв (справжнє прізвище — Розенфельд; *22 лютого 1939, Москва, СРСР — 10 квітня 2009, Москва, Росія) — радянський та російський поет-пісняр, журналіст, перекладач, кіноактор. З 1988 був галеристом Москви, брав участь у її світському житті.

## Біографічні відомості
Навчався в Тартуському університеті та Московському історико-архівному інституті, але ні той, ні інший не закінчив.
Ще в юності почав писати вірші. Друкувався як журналіст у «Вечірній Москві». У ті роки взяв псевдонім Олев, щоб його не приймали за сина Михайла Розенфельда — відомого письменника та воєнкора «Комсомольської правди», який загинув на фронті. На початку 1960-х років працював у видавництві «Художня література» у редакції літератури країн Латинської Америки — перекладав іспанською мовою.
У той же час, завдяки композитору Оскару Фельцману, став писати тексти до пісень. Згодом набув популярності у музичних колах СРСР. Пізніше почав писати пісні і у кіно: йому належать тексти пісень із кінофільмів «Місія в Кабулі» (1970), «Людина в прохідному дворі» (1971, Кіностудія ім. О. Довженка), «Повторне весілля» (1975), «Довгий шлях в лабіринті» (1981, Одеська кіностудія), «Сім щасливих нот» (1981), «Трест, який луснув» (1982, Одеська кіностудія), «Мері Поппінс, до побачення» (1983, у співавт. з Максимом Дунаєвським), «Зелений фургон» (1983, Одеська кіностудія), «Останній доказ королів» (1983, Укртелефільм), «По дорозі з хмарами» (1984, мультфільм), «Нові казки Шахерезади» (1986), «Я їй подобаюсь» (1987), «Острів скарбів» (1988, мультфільм, «Київнаукфільм»), «Світла постать» (1989, Одеська кіностудія), «Зірка шерифа» (1991), «Дванадцять стільців» (2005) та інших.